# おめでとサンワドー
おめでとサンワドー は、青森放送ラジオで2008年まで毎年1月1日（元日）の12:00～16:00に放送されていたラジオ番組。毎年、青森市のホームセンターサンワドー（DCMサンワを経て現在はDCM）青森中央店の特設会場から公開生放送を行っていた。

## 概要
パーソナリティーは例年伊奈かっぺいと青森放送のアナウンサー数名だが、2004年は伊奈かっぺいが病後のため、体調を考慮して代理のパーソナリティーを起用した。
番組はサンワドーにまつわるイベントや、伊奈かっぺいが企画したゲームなどを会場で行っている。会場に来ている買い物客はその企画に参加しプレゼントをもらうこともできる。また、県内各地のサンワドーに電話をつないで店長などにインタビューなどを行ったりもする。
1990年代末までは「新春電話リクエスト」と銘打ち、電話によるリクエストも受付していたが、2000年代に入って以降はその形式は行わずゲームの中継をメインにし音楽を少なめにしている。2006年と2007年にはトリオ★ザ★ポンチョスがゲスト出演したこともある。
タイトルは「おめでとう」とスポンサーの「サンワドー」をかけている。なお、サンワドーが「Do Shop Sanwa」（ドゥショップサンワ）という店名だった頃の番組名は「おめでとサンワ」だった。また、新聞のラテ欄にはスポンサー名を表示することができないため、「おめでとう」や、「おめでとさん」などと表記されている。
2009年以降の元日は、通常の放送番組で構成するようになった。